# Coupe du monde de skeleton 2010-2011
Navigation
Édition précédente Édition suivante
La coupe du monde de skeleton 2010-2011 est la 25e édition de la Coupe du monde de skeleton, compétition de skeleton organisée annuellement. Elle se déroule entre le 25 novembre 2010 et le 6 février 2011, suivie des championnats du monde de Königssee du 14 au 27 février 2011.
Organisée par la Fédération internationale de bobsleigh et de tobogganing, cette compétition débute fin novembre 2010 par des épreuves organisées à Whistler au Canada. Les Championnats d'Europe ont lieu lors de la sixième étape de la Coupe du monde à Winterberg en Allemagne. Les autres épreuves se déroulent sur les pistes de Calgary (Canada), Park City, Lake Placid (États-Unis), Igls (Autriche), Saint-Moritz (Suisse) et enfin Cesana Pariol (Italie).

## Règlement
| Période / Place | 1   | 2   | 3   | 4   | 5   | 6   | 7   | 8   | 9   | 10  | 11  | 12  | 13  | 14  | 15  | 16 | 17 | 18 | 19 | 20 | 21 | 22 | 23 | 24 | 25 | 26 | 27 | 28 | 29 |
| --------------- | --- | --- | --- | --- | --- | --- | --- | --- | --- | --- | --- | --- | --- | --- | --- | -- | -- | -- | -- | -- | -- | -- | -- | -- | -- | -- | -- | -- | -- |
| 2010            | 225 | 210 | 200 | 192 | 184 | 176 | 168 | 160 | 152 | 144 | 136 | 128 | 120 | 112 | 104 | 96 | 88 | 80 | 74 | 68 | 62 | 56 | 50 | 45 | 40 | 36 | 32 | 28 | 24 |

## Classement général

### Hommes
| Pos. | Skeletoneur             | WHI | CAL | PAR | LAK | IGL | WIN | MOR | CES | Points |
| ---- | ----------------------- | --- | --- | --- | --- | --- | --- | --- | --- | ------ |
| 1    | Martins Dukurs          | 5   | 1   | 3   | 2   | 1   | 1   | 1   | 1   | 1719   |
| 2    | Sandro Stielicke        | 7   | 5   | 2   | 6   | 7   | 7   | 4   | 3   | 1466   |
| 3    | Frank Rommel            | 9   | 7   | 11  | 5   | 5   | 5   | 2   | 4   | 1410   |
| 4    | Sergey Chudinov         | 8   | 6   | 12  | 1   | 2   | 2   | 19  | 7   | 1351   |
| 5    | Alexander Tretiakov     | 3   | 2   | 1   | 13  | 3   | 3   | 23  | 10  | 1349   |
| 6    | Michi Halilovic         | 4   | 8   | 5   | 7   | 10  | 11  | 12  | 6   | 1288   |
| 7    | Matthew Antoine         | 6   | 4   | 9   | 4   | 4   | 8   | 27  | 9   | 1248   |
| 8    | Tomass Dukurs           | 10  | 25  | 7   | 8   | 8   | 4   | 7   | 2   | 1242   |
| 9    | Jon Montgomery          | 1   | 11  | 10  | 14  | 6   | 13  | 8   | 11  | 1209   |
| 10   | John Daly               | 19  | 10  | 8   | 10  | 16  | 6   | 5   | 18  | 1058   |
| 11   | Chris Type (en)         | 16  | 9   | 6   | 9   | 18  | 12  | 9   | 14  | 1048   |
| 12   | Kristan Bromley         | 2   | 3   | 4   | 3   | -   | -   | 14  | 15  | 1018   |
| 13   | John Fairbairn          | 11  | 12  | 14  | 16  | 17  | 14  | 10  | 12  | 944    |
| 14   | Michael Douglas         | 13  | 13  | 13  | 11  | 19  | -   | 6   | 7   | 914    |
| 15   | Matthias Guggenberger   | 17  | 16  | 15  | 15  | 9   | 19  | 15  | -   | 722    |
| 16   | Anže Šetina (en)        | 24  | 17  | 22  | 17  | 12  | 15  | 17  | 13  | 717    |
| 17   | Ben Sandford            | 12  | -   | -   | -   | 15  | -   | 3   | 5   | 616    |
| 18   | Hiroatsu Takahashi (en) | 21  | 20  | 19  | 21  | 20  | 15  | 16  | 20  | 602    |
| 19   | Ander Mirambell         | 14  | 22  | 17  | 19  | 24  | 18  | 24  | 23  | 550    |
| 20   | Shinsuke Tayama (en)    | 18  | 21  | 18  | 22  | 21  | 20  | 26  | 19  | 518    |

### Femmes
| Pos. | Skeletoneuse           | WHI | CAL | PAR | LAK | IGL | WIN | MOR | CES | Points |
| ---- | ---------------------- | --- | --- | --- | --- | --- | --- | --- | --- | ------ |
| 1    | Anja Huber             | 3   | 1   | 1   | 3   | 1   | 2   | 3   | 1   | 1710   |
| 2    | Shelley Rudman         | 5   | 2   | 2   | 2   | 2   | 1   | 1   | 7   | 1642   |
| 3    | Mellisa Hollingsworth  | 2   | 4   | 4   | 5   | 3   | 6   | 2   | 9   | 1516   |
| 4    | Marion Thees           | 1   | 5   | 7   | 1   | 10  | 7   | 7   | 2   | 1492   |
| 5    | Amy Gough              | 6   | 3   | 3   | 12  | 8   | 3   | 8   | 6   | 1400   |
| 6    | Donna Creighton (en)   | 4   | 8   | 5   | 6   | 6   | 9   | 20  | 4   | 1300   |
| 7    | Katharina Heinz        | 8   | 5   | 10  | 11  | 11  | 13  | 15  | 5   | 1168   |
| 8    | Emma Lincoln-Smith     | 10  | 9   | 6   | 9   | 7   | 15  | 13  | 11  | 1152   |
| 9    | Olga Potelitcina       | 17  | 15  | 19  | 8   | 4   | 8   | 9   | 23  | 980    |
| 10   | Nozomi Komuro          | 11  | 18  | 11  | 4   | 17  | 11  | 17  | 14  | 968    |
| 11   | Anne O'Shea            | 15  | 13  | 13  | 10  | 13  | 12  | 11  | 17  | 960    |
| 12   | Janine Flock           | 13  | 12  | 8   | 16  | 18  | 16  | 16  | 16  | 872    |
| 13   | Katharine Eustace (en) | -   | 11  | 16  | 14  | 9   | -   | 6   | 13  | 792    |
| 14   | Lucy Katherine Chaffer | 12  | 17  | 15  | 17  | 20  | 14  | 18  | 15  | 780    |
| 15   | Darla Deschamps        | -   | -   | -   | -   | 5   | 4   | 4   | 3   | 768    |
| 16   | Joska Le Conté (en)    | 14  | 14  | 18  | 20  | 15  | 18  | 13  | 20  | 744    |
| 17   | Amy Williams           | -   | -   | -   | -   | 12  | 5   | 10  | 8   | 616    |
| 18   | Sarah Reid             | 7   | 7   | 9   | 13  | -   | -   | -   | -   | 608    |
| 19   | Svetlana Trunova       | 9   | 10  | 12  | 7   | -   | -   | -   | -   | 592    |
| 20   | Kimber Gabryszak (en)  | 16  | 16  | 14  | 15  | 16  | 19  | -   | -   | 578    |

## Calendrier

### Hommes
| Date                                                          | Lieu          | Vainqueur           | Deuxième            | Troisième           |
| 26 novembre 2010                                              | Whistler      | Jon Montgomery      | Kristan Bromley     | Alexander Tretiakov |
| 2 décembre 2010                                               | Calgary       | Martins Dukurs      | Alexander Tretiakov | Kristan Bromley     |
| 9 décembre 2010                                               | Park City     | Alexander Tretiakov | Sandro Stielicke    | Martins Dukurs      |
| 17 décembre 2010                                              | Lake Placid   | Sergey Chudinov     | Martins Dukurs      | Kristan Bromley     |
| 15 janvier 2011                                               | Igls          | Martins Dukurs      | Sergey Chudinov     | Alexander Tretiakov |
| 23 janvier 2011                                               | Winterberg    | Martins Dukurs      | Sergey Chudinov     | Alexander Tretiakov |
| 28 janvier 2011                                               | Saint-Moritz  | Martins Dukurs      | Frank Rommel        | Ben Sandford        |
| 4 février 2011                                                | Cesana Pariol | Martins Dukurs      | Tomass Dukurs       | Sandro Stielicke    |
| Du 14 février 2011 au 27 février 2011 : championnats du monde |               |                     |                     |                     |

### Femmes
| Date                                                          | Lieu          | Vainqueur      | Deuxième              | Troisième             |
| 25 novembre 2010                                              | Whistler      | Marion Thees   | Mellisa Hollingsworth | Anja Huber            |
| 2 décembre 2010                                               | Calgary       | Anja Huber     | Shelley Rudman        | Amy Gough             |
| 9 décembre 2010                                               | Park City     | Anja Huber     | Shelley Rudman        | Amy Gough             |
| 17 décembre 2010                                              | Lake Placid   | Marion Thees   | Shelley Rudman        | Anja Huber            |
| 14 janvier 2011                                               | Igls          | Anja Huber     | Shelley Rudman        | Mellisa Hollingsworth |
| 22 janvier 2011                                               | Winterberg    | Shelley Rudman | Anja Huber            | Amy Gough             |
| 28 janvier 2011                                               | Saint-Moritz  | Shelley Rudman | Mellisa Hollingsworth | Anja Huber            |
| 4 février 2011                                                | Cesana Pariol | Anja Huber     | Marion Thees          | Darla Deschamps       |
| Du 14 février 2011 au 27 février 2011 : championnats du monde |               |                |                       |                       |